# Fakulta biomedicínského inženýrství ČVUT

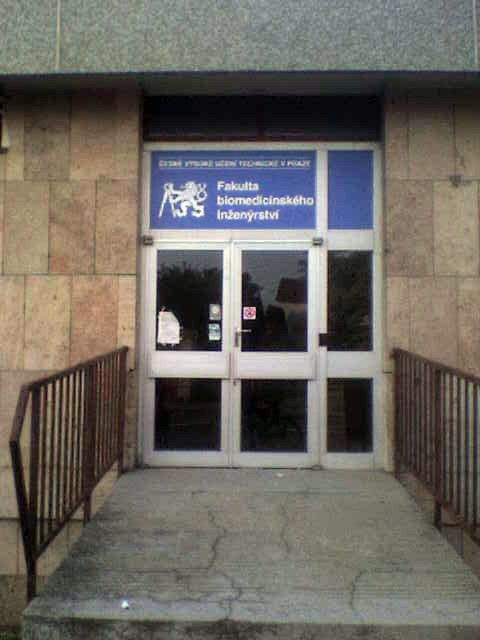
Vstup do fakulty z druhé strany budovy.

Fakulta biomedicínského inženýrství ČVUT (FBMI ČVUT) je fakulta Českého vysokého učení technického v Praze, založená v roce 2005 se sídlem v Kladně.

## Historie fakulty
V roce 1996 bylo pod ČVUT založeno Centrum biomedicínského inženýrství (označované CBMI), v jehož čele stál MUDr. Ing. Lubomír Poušek, MBA. Centrum si dalo za cíl vytvořit hodnotné výzkumné i výukové pracoviště v oboru biomedicínského inženýrství. Podstatná byla pro centrum spolupráce s ostatními pracovišti ČVUT, především s fakultou elektrotechnickou, strojní, dopravní, jadernou a fyzikálně inženýrskou, ale partnerství s klinickými pracovišti 1. a 3. lékařské fakulty Univerzity Karlovy a některými pracovišti Akademie věd v Praze.
V roce 2002 se podařilo připravit podklady pro otevření tříletého bakalářského studijního programu Biomedicínská a klinická technika a CBMI se transformovalo na Ústav biomedicínského inženýrství ČVUT.
Od počátku roku 2003 byla v čele fakulty prof. Ing. Miroslava Vrbová, CSc. V tomtéž roce se podařilo bakalářský program akreditovat a v akademickém roce 2003/2004 byla zahájena výuka.
Na základě rozhodnutí Akademického senátu ČVUT a Akreditační komise MŠMT ČR mohla transformací ÚBMI vzniknout Fakulta biomedicínského inženýrství, zaregistrovaná na MŠMT dne 27. května 2005.
První děkankou byla oficiálně inaugurována Miroslava Vrbová v září 2005, čímž se stala první děkankou v celé historii ČVUT.
Druhým děkanem byl 18. září 2008 jmenován prof. MUDr. Jozef Rosina, Ph.D. V roce 2012 svou funkci obhájil, když ho akademický senát v tajném hlasování opět zvolil. Potřetí se do funkce vrátil roku 2020.
V letech 1997–2003 byl prorektor pro rozvoj ČVUT a v letech 2006–2014 rektor ČVUT Václav Havlíček, který za zásluhy o založení Fakulty biomedicínského inženýrství ČVUT a její působení v Kladně obdržel 17. září 2013 Čestné občanství.

## Sídlo
Fakulta biomedicínského inženýrství sídlí v Kladně na náměstí Sítná v budově zvané „Kokos“, dřívějším sídle sekretariátu KSČ na náměstí V. I. Lenina, se sochou před budovou. Se zvyšujícím se počtem studentů a otevřením několika nových oborů byla část výuky přenesena do bývalých kladenských kasáren (Sportovců 2311, Kladno).

## Studijní programy
Na fakultě jsou akreditovány bakalářské, magisterské a doktorské studijní programy.
- Bakalářské studijní programy
  - Biomedicínská technika
  - Optika a optometrie
  - Informatika a kybernetika ve zdravotnictví, specializace:
    - Biomedicínská informatika
    - Informační a komunikační technologie

  - Fyzioterapie
  - Radiologická asistence
  - Laboratorní diagnostika ve zdravotnictví
  - Zdravotnické záchranářství
  - Bezpečnost a ochrana obyvatelstva
- Navazující magisterské studijní programy
  - Biomedicínské inženýrství
  - Biomedicínské a klinické inženýrství
  - Systémová integrace procesů ve zdravotnictví
  - Biomedicínská a klinická informatika, specializace:
    - Softwarové technologie
    - Asistivní technologie
    - Nanotechnologie

  - Civilní nouzové plánování

- Doktorské studijní programy 
  - Biomedicínské inženýrství
  - Civilní nouzová připravenost
  - Asistivní technologie

## Vedení fakulty
- prof. MUDr. Jozef Rosina, Ph.D., MBA – děkan
- doc. Mgr. Zdeněk Hon, Ph.D. – proděkan pro studium a pedagogickou činnost (statutární zástupce děkana)
- doc. Ing. Jiří Hozman, Ph.D. – proděkan pro rozvoj a vnější vztahy
- doc. Dr.-Ing. Jan Vrba, MSc. – proděkan pro vědu, výzkum a doktorské studium
- prof. Ing. Karel Roubík, Ph.D. – proděkan pro zahraniční styky a PR
- Ing. Jaroslav Pluhař, CSc. – tajemník